# هوغو سانتياغو
هوغو سانتياغو (بالإسبانية: Hugo Santiago Muchnick)‏ هو كاتب سيناريو ومخرج أرجنتيني، ولد في 12 ديسمبر 1939 في بوينس آيرس في الأرجنتين، وتوفي في 27 فبراير 2018 في باريس في فرنسا بسبب مرض.

## وصلات خارجية
- هوغو سانتياغو على موقع IMDb (الإنجليزية)
- هوغو سانتياغو على موقع ألو سيني (الفرنسية)
- هوغو سانتياغو على موقع أول موفي (الإنجليزية)
- هوغو سانتياغو على موقع قاعدة بيانات الأفلام السويدية (السويدية)
- هوغو سانتياغو على موقع قاعدة بيانات الفيلم (الإنجليزية)
- هوغو سانتياغو على موقع كينوبويسك (الروسية)